# Pierre Devise
Pour les articles homonymes, voir Devise.
Pierre Devise, né le 1er janvier 1934 à Mont-Saint-Éloi et mort le 2 mai 2022 à Arras, est un coureur cycliste français, professionnel de 1954 à 1960.

## Palmarès
- 1954
  - 3e de Paris-Arras[2]
- 1959
  - 1er du Paris-Arras[3]
  - 2e de Roubaix-Cassel-Roubaix[4]
- 1960
  - 2e de Roubaix-Cassel-Roubaix[5]